# خورشیدگرفتگی ۱۸ آوریل ۱۹۳۱
خورشیدگرفتگی ۱۸ آوریل ۱۹۳۱ (به انگلیسی: Solar eclipse of April 18, 1931) یک خورشیدگرفتگی از نوع خورشیدگرفتگی جزئی است. این خورشیدگرفتگی در تاریخ ۱۸ آوریل ۱۹۳۱ میلادی (‎۲۸ فروردین ۱۳۱۰ خورشیدی) روی داد که زمان اوج آن، ساعت ۰:۴۵:۳۵ به‌وقت ساعت هماهنگ جهانی بوده‌است.